# Szirti sas
A szirti sas (Aquila chrysaetos) a madarak (Aves) osztályának vágómadár-alakúak (Accipitriformes) rendjébe, ezen belül a vágómadárfélék (Accipitridae) családjába tartozó faj. Egyéb neve: kőszáli sas.
A szirti sas Albánia és Skócia nemzeti madara.

## Előfordulása
A szirti sas megtalálható Európában, Ázsiában, Észak-Amerikában és Észak-Afrikában, habár manapság nagyon leszűkült az élőhelye. A hegyvidékeket, a sziklafalakat és a nyílt területeket kedveli.

### Kárpát-medencei előfordulása
Magyarországon rendszeresen költ 1-3 pár az Északi-középhegységben, télen olykor a Hortobágyon lehet megfigyelni őket. A 2012. januárban végrehajtott madárszámlálás eredménye alapján 7 szirti sas telelt Magyarországon. Magyar állatkertek közül egyedül a Szegedi Vadasparkban tartják. A 2016-os saslétszám felmérés során a Magyar Madártani Egyesület szakemberei és önkéntesei 6 darab szirti sast találtak Magyarországon.
2018-ban a madárszámlálás adatai alapján 2 itthon telelő szirti sast figyeltek meg a madarakat számlálók.

## Alfajai
- eurázsiai szirti sas (Aquila chrysaetos chrysaetos) - Európa, az Ibériai-félsziget és Nyugat-Szibéria kivételével
- déli szirti sas (Aquila chrysaetos homeyeri) - Ibériai-félsziget, Észak-Afrika, Kis-Ázsia, Kaukázus, Arab-félszigettől Iránig; valamivel kisebb és sötétebb, mint az előző alfaj
- szibériai szirti sas (Aquila chrysaetos daphanea) - Irán nyugati részétől Afganisztánon, Pakisztánon, Észak-Indián és Nepálon keresztül Közép- és Nyugat-Kínáig és Mongóliáig; a legnagyobb alfaj, sötétebb
- japán szirti sas (Aquila chrysaetos japonica) - Japán és Korea; sötét színű és a legkisebb alfaj
- kanadai szirti sas avagy arany szirti sas (Aquila chrysaetos canadensis) - Észak-Amerika, a legsötétebb alfaj[6]

## Megjelenése
Testhossza 75–90 centiméter, szárnyfesztávolsága 190–220 centiméter, testtömege pedig 3–6,7 kilogramm. Tollazata barna, a tollak vége szürkés; a fiatalok farka fehér, sötét végszalaggal, szárnyukon is van kevés fehér szín. Lábai hosszúak és vastagok, melyek hosszú, éles karmokban végződnek. Csőre nagy, horgas, erős tépőcsőr.

## Életmódja
Magányosan vagy párban él. Főként emlősökre és madarakra vadászik, de jelentős mértékben dögevő. Vadászterülete 520 km2 is lehet. Gyakran kering kifeszített szárnyakon, és tekintélyes magasságra felemelkedik. A szabadban akár 15-20 évig is él, de fogságban egy madár elérte a 46 éves kort is Európában. Az idősebb madarak költőhelyükön maradnak, a fiatalok messze elkóborolnak. Viselkedésükre fiókakorukban a káinizmus jellemző (csak a legerősebb fióka marad életben, a másikat megöli). Gyakran csoportosan támadják hollók, hogy elkergessék a fészkelőhelyük közeléből, vagy megkaparintsák a szirti sas által leejtett zsákmányt.

## Szaporodása
Ivarérett csak 4–5 éves korában lesz, költési időszaka februártól júniusig tart. A sasfészek akár 3,5 méter magas és 1,5 méter átmérőjű is lehet. Sziklapárkányokra és magas fákra készíti a fészkét. Évente egyszer költ, ekkor a tojó 2 barnán pettyezett tojást rak, melyeken 43-45 napig kotlik. Gyakran csak az egyik fióka marad meg. A fiatal madár 65–70 nap múlva repül ki a fészekből.

## Közeli rokon faj
A szirti sas legközelebbi rokona a parlagi sas (Aquila heliaca).

## Képek

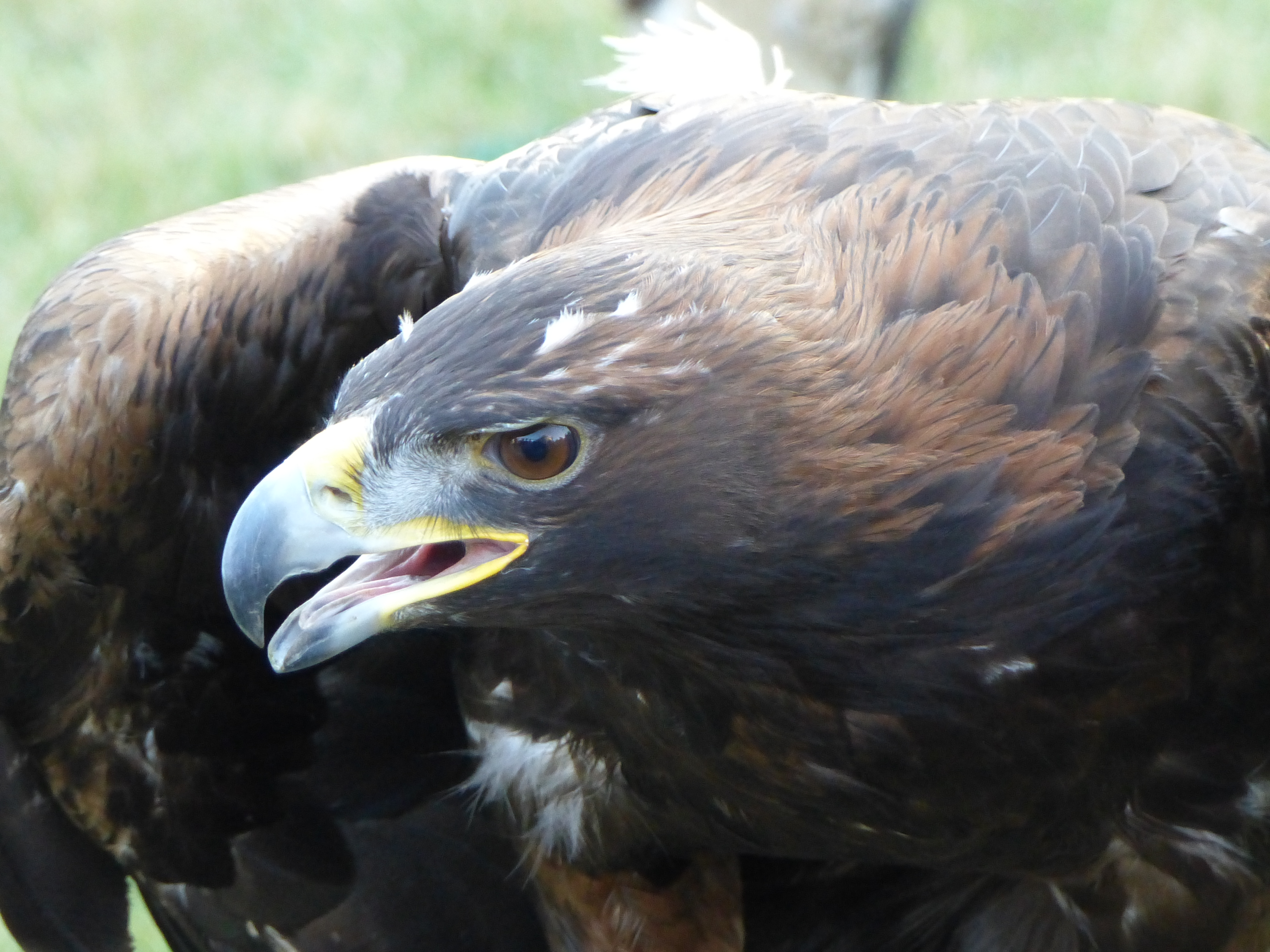
A sas feje közelről
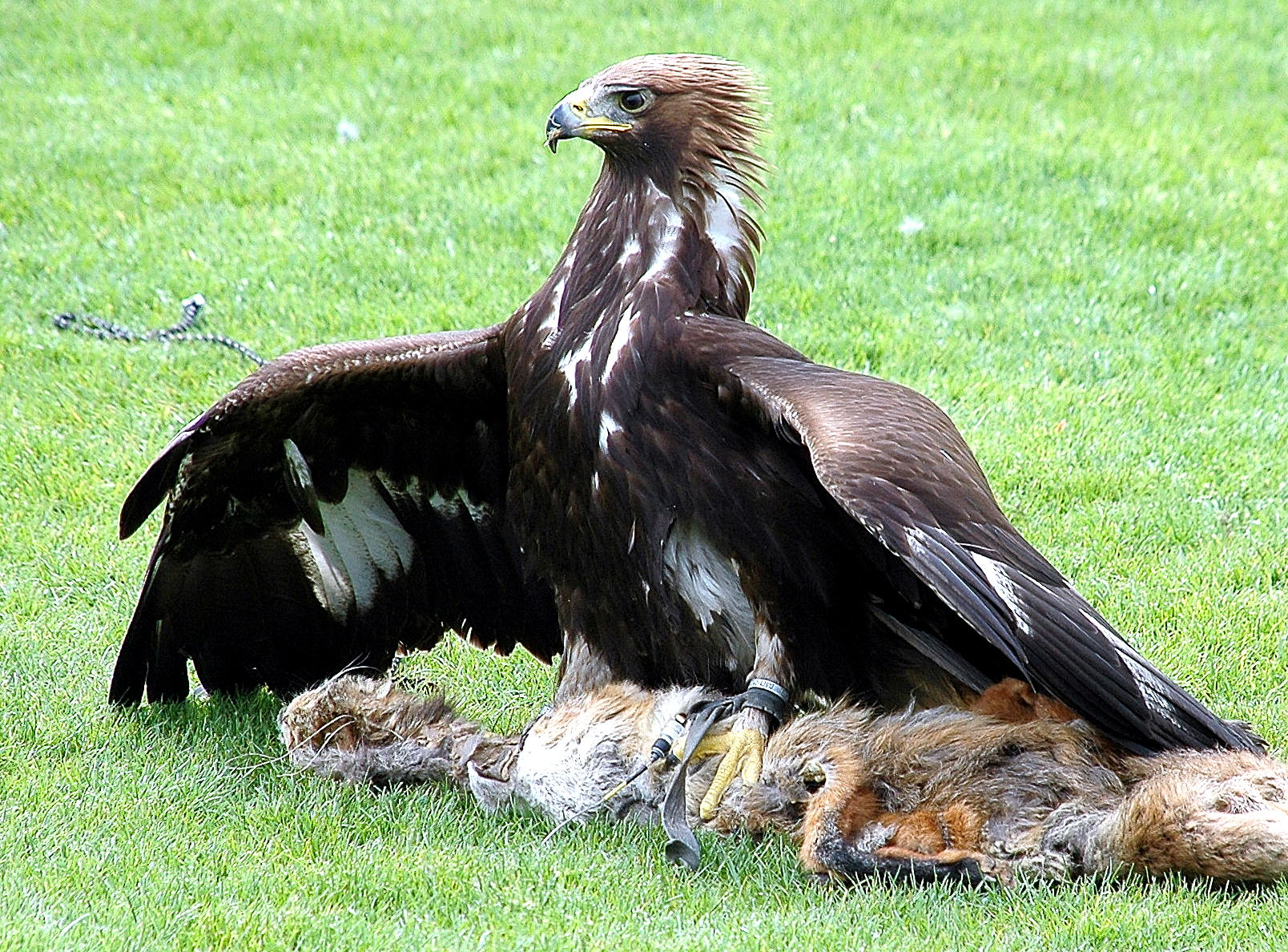
A zsákmány
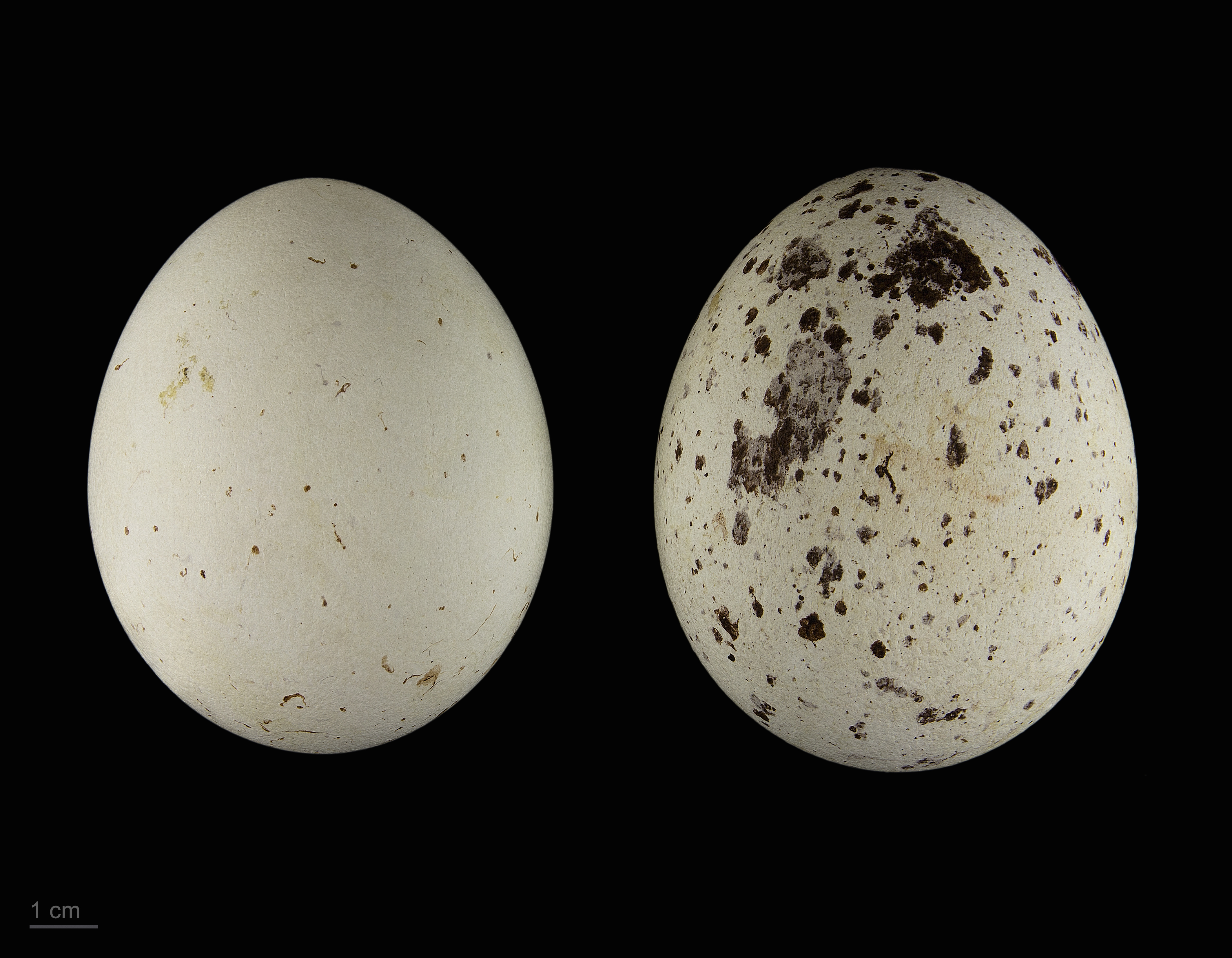
A tojásai
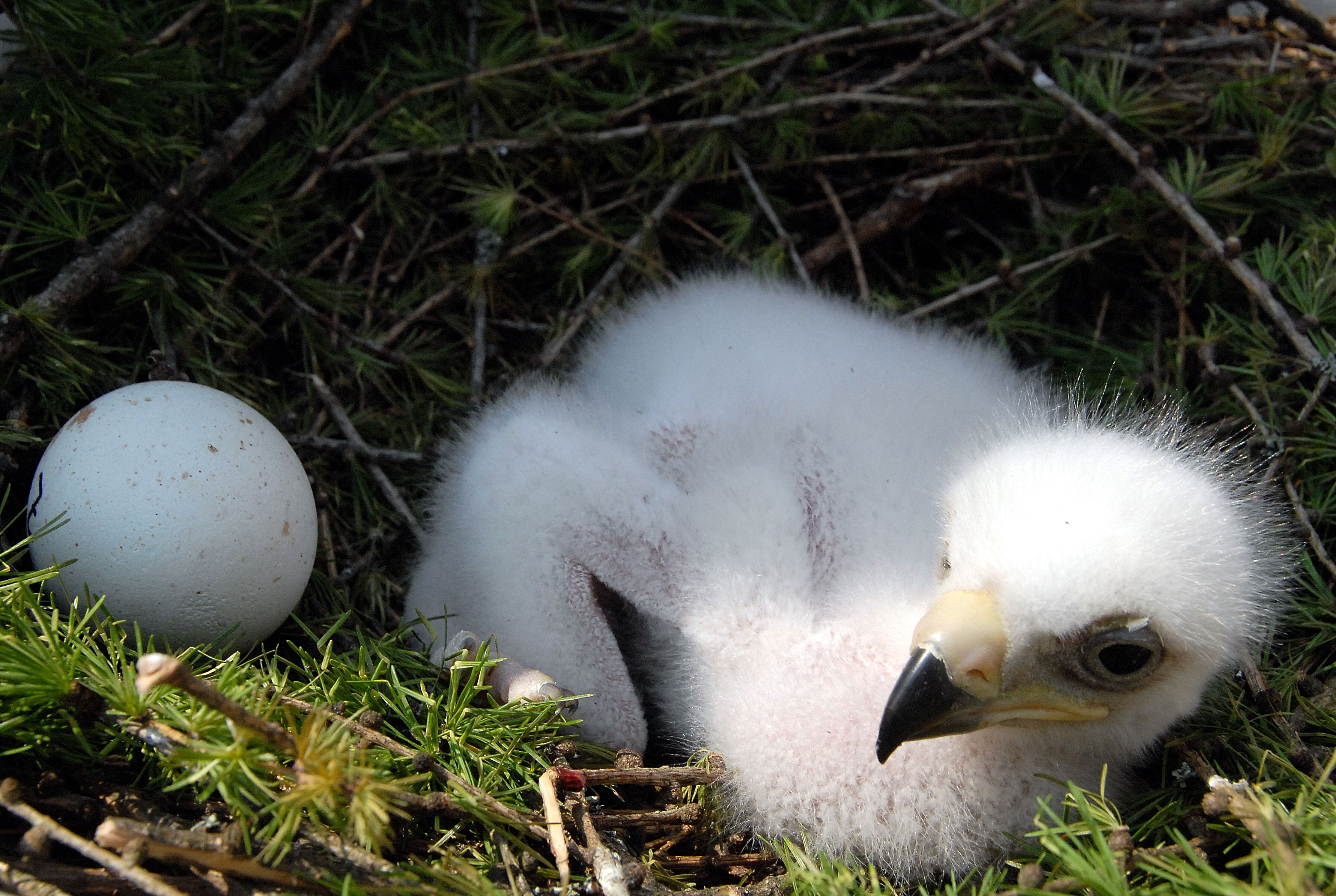
és egy kikelt fióka
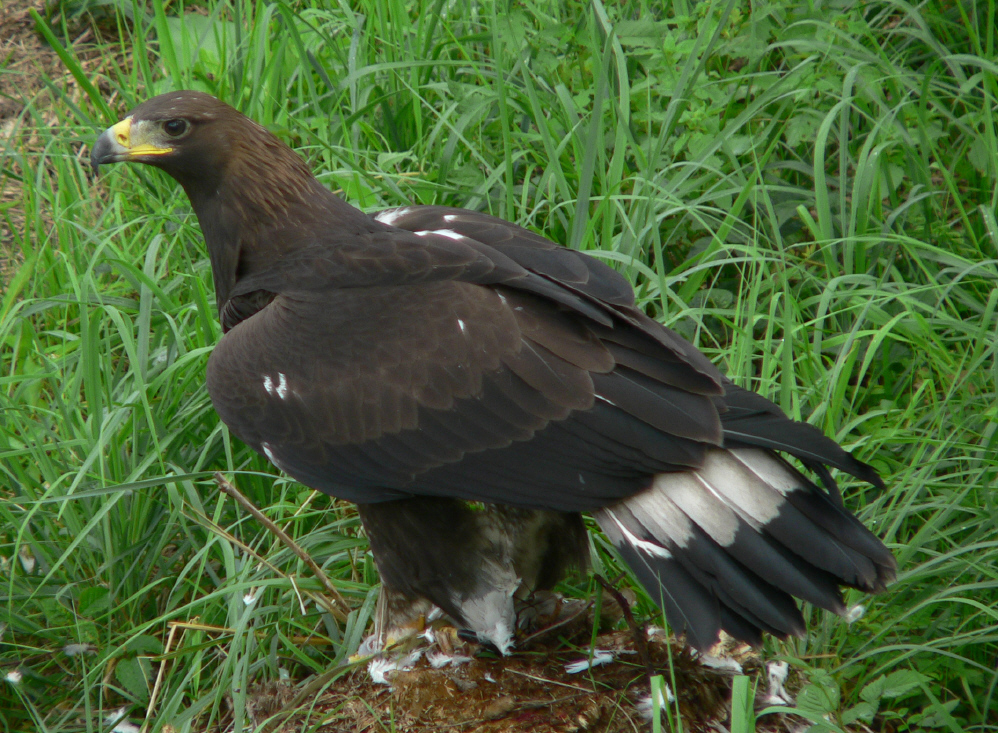
A fiatal szirti sasok tarkóján még nincsen szalmasárga tollazat, farkukban viszont fehér szín is van
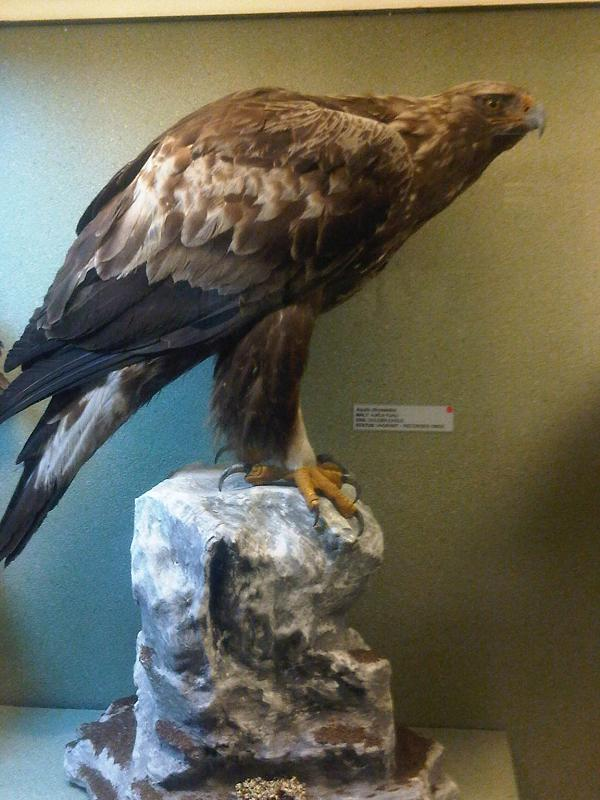
Kitömött példány